# Godau
Godau ist ein Ortsteil von Nehmten, im Amt Großer Plöner See, Kreis Plön, Schleswig-Holstein.
Das kleine Dorf liegt nordwestlich vom Gut Nehmten in der Nähe des Plöner Sees. 